# Speed (kártyajáték)
A Speed egy kétszemélyes, viszonylag egyszerű kártyajáték, amely elsősorban a gyorsaságon, reflexeken, stratégián és figyelmen alapul.

## Kártyafajta
Szükséges eszközök: 2 pakli francia kártya (1 is megteszi)
Játékosok száma: 2 személyes

## Kártyasorrend
A, 2, 3, 4, 5, 6, 7, 8, 9, 10, J(bubi), Q(dáma), K(király)

## Játék
A két paklit összekeverjük, majd két kb. egyenlő részre osztjuk. (Egymásnak választva, mert a kevesebbet könnyebb elfogyasztani - ugyanis, ez lesz a cél.) Felfordítva magunk elé teszünk 4 db lapot, mind a ketten. Középre felcsapunk 1-1 lapot (a legfelsőt a lefordított paklinkból), majd a kártyasorrend szerint pakolhatunk ebbe a két dobópakliba. A lényeg, hogy a kártya, amit be akarunk tenni középre, az vagy eggyel kisebb, vagy pedig nagyobb lehet a dobópakli tetején lévő lapnál. A királyra lehet tenni ászt, és fordítva. A kettesre is lehet tenni ászt, és fordítva. A középre tett kártya helyére újat fordítunk fel magunknak, amiből max. 4 lehet előttünk felfordítva. A két dobópakli tetejére csak az előttünk kirakott 4 lapból tehetünk. Amikor a dobópaklikra már nem tudunk tenni szomszédos lapot az előttünk lévő felfordított 4-4 lapból, akkor mindketten egyszerre újabb 1-1 lapot csapunk fel a paklink tetejéről, és mehet tovább a pakolás... (Minél gyorsabban kell pakolni. De bizonyos szabályok szerint a dobópaklikra pakolni csak egy kézzel szabad.) Amikor a két dobópakli tetejére egyforma értékű lap kerül, azt kell mondani: "Speed!" (ejtsd: szpíd). Ha az egyik fél elkésik vagy elmulasztja mondani, akkor fel kell hogy vegye mindkét dobópaklit, a saját paklijának aljára téve. Akinek hamarabb elfogy a teljes paklija (+ a 4 db kirakott lapja), az nyer! 
Varga Bence-Phan Viet Dung játékvariáns: döntetlen alakul ki, ha a vesztes fél úgy tudja pakolni a kártyákat, hogy elfogyjon az ő paklija is (a pakolás közben is lehet speedet kiáltani, onnan a játék a megszokottak szerint alakul).